# Vojtěch II. z Pernštejna
Vojtěch z Pernštejna (7. října 1532 – 17. července 1561 hrad Plumlov) byl moravský šlechtic pocházející z rodu pánů z Pernštejna. V letech 1554 až 1557 byl nejvyšším zemským komorníkem na Moravě.
Jako patnáctiletý byl v dubnu 1548 přijat k pražskému dvoru arciknížete Ferdinanda Tyrolského. Na dvoře si však nerozuměl s mladším královým synem, a tak dvorskou službu brzy opustil. Bydlel nejprve v Pardubicích, kde mu bratři zřídili zvláštní kancelář na obstarávání jeho agendy. Byl kritický ke svým bratřím, kteří utráceli více, než jim dovolovala jejich finanční situace.

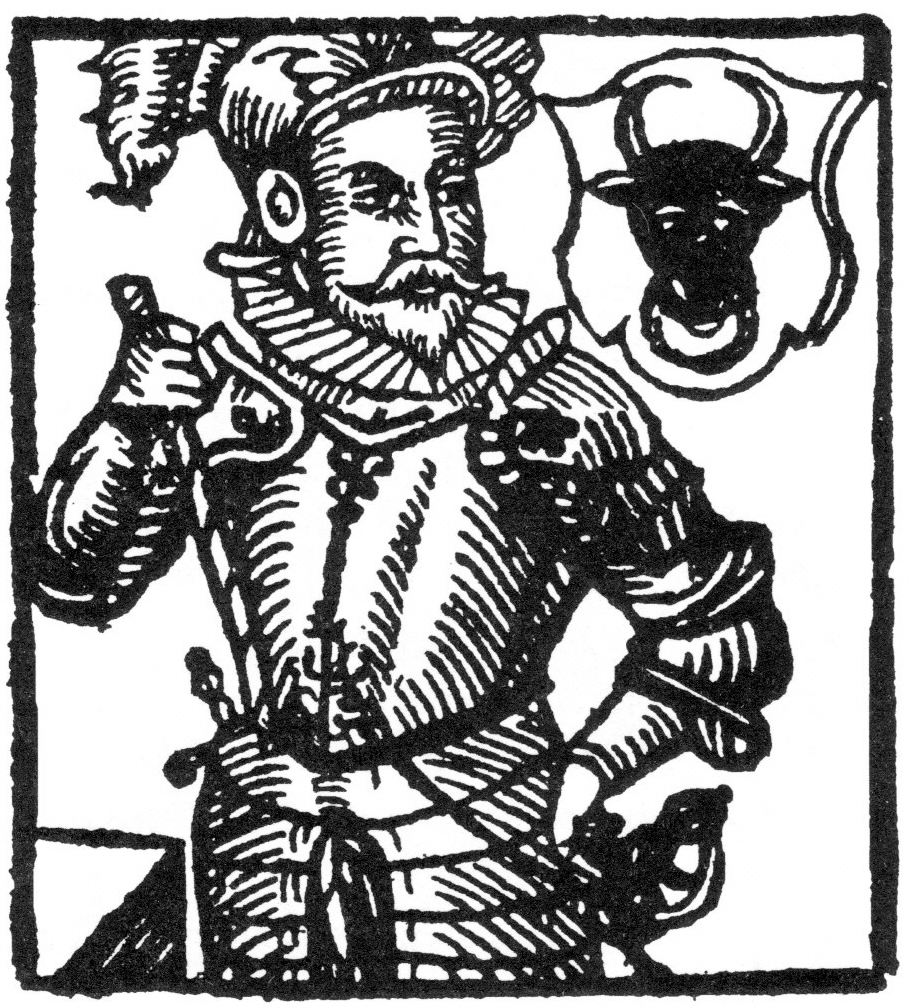
Vojtěch z Pernštejna dle Paprockého Zrcadla slavného markrabství moravského

Po dosažení plnoletosti požádal v roce 1552 o vydání zděděného majetkového podílu. Měl sice zájem o Pardubice, ale nakonec si zvolil jako sídlo Prostějov, kde měl rod Pernštejnů honosný reprezentační zámek.
Jako jediný ze synů Jana z Pernštejna zůstal při víře podobojí. Nesouhlasil však s učením jednoty bratrské a pokoušel se v Prostějově organizovat vlastní náboženskou správu pod vlivem luteránů[zdroj?].
Od roku 1556 byl ženatý s Kateřinou z Postupic, která pocházela z rodu Kostků z Postupic. S ní měl pouze dceru Hedviku, která se narodila krátce po svatbě a jako dítě po roce 1564 zemřela.
Vojtěch z Pernštejna zemřel 17. července 1561 na hradě Plumlově. Neztenčený majetek zdědil jeho poslední žijící bratr Vratislav II. z Pernštejna.
Kvalitní renesanční portrét (od neznámého mistra) představuje buď Vojtěcha (viz výrazně kudrnaté vlasy na čele do špičky, zatímco oba jeho bratři mají na svých obrazech vlasy zcela rovné a na čele ustupující), nebo jeho bratra Vratislava v mládí, v žádném případě však jejich otce Jana (autorství M. Roty je hypotetické).